# Sokl

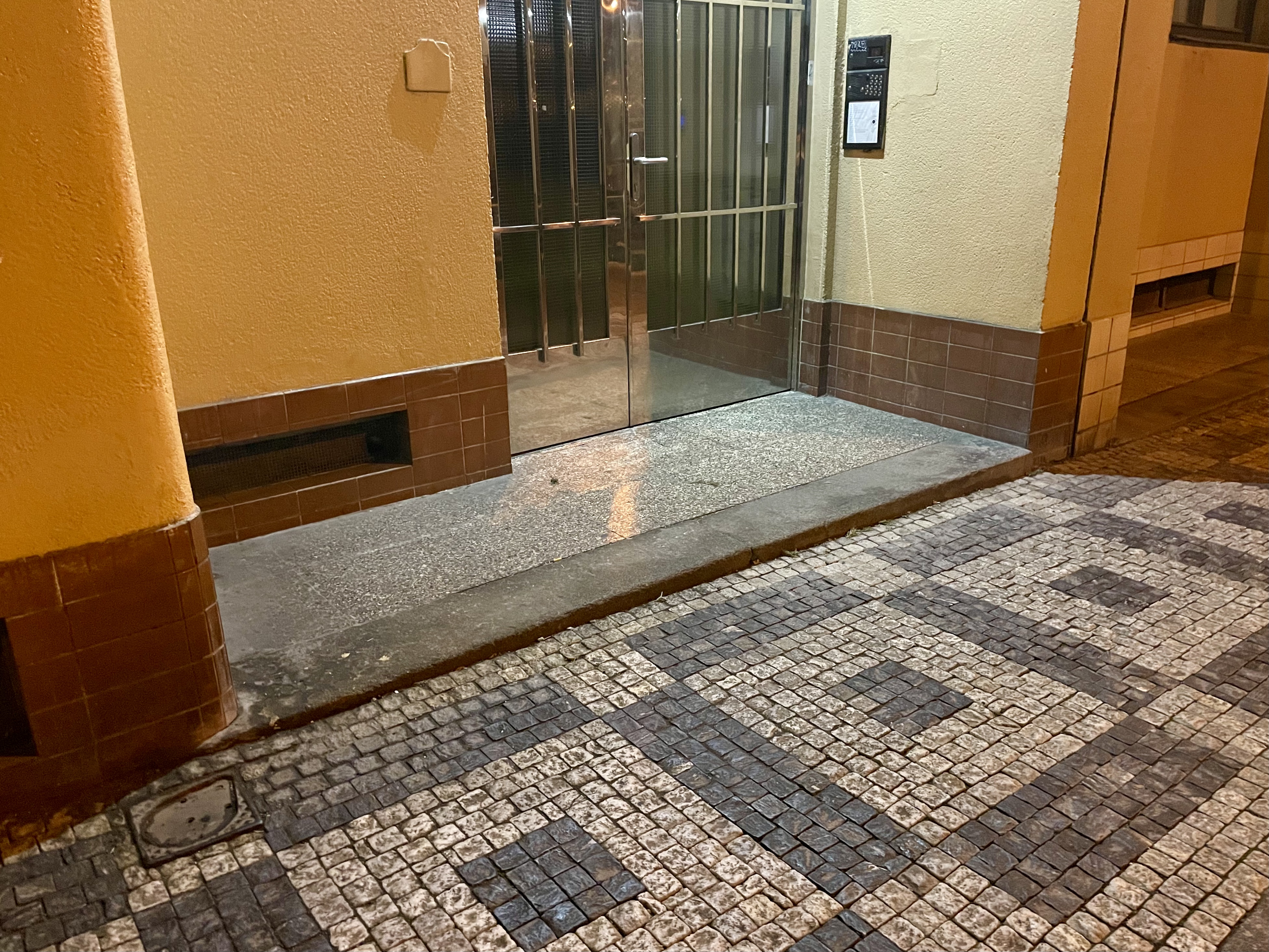
Sokly domů zajišťují střet s ulicí a jsou tam nejvíce chráněny před vnějšími vlivy jako povětrnostní podmínky nebo doprava. Příklad obytného domu Praze 7.

Sokl neboli podnož či podstavec je pata zdi ve stavebnictví. Sokl má ochrannou a izolační funkci a chrání spodní část domu, zejména proti průnikům vody do budovy, stříkání vody, únikům tepla z budovy, proti kyselosti půdy či mechanickým tlakům. Jde o nejvíce mechanicky a fyzicky namáhaný bod vnější stěny.
V moderním stavebnictví má běžně hydroizolaci a drenáž starající se o odvod vody. Běžně se obkládá kamenem, pískovcem, marmolitem, dřevem i nejrůznější dlažbou. Pro správnou funkci by měl být ukončen pod úrovní terénu.